# Zebecke, Zala
Zebecke  este un sat în districtul Lent, județul Zala, Ungaria, având o populație de 66 de locuitori (2011). 

## Demografie
Componența etnică a satului Zebecke
     Maghiari (81,25%)
     Romi (12,5%)
     Germani (6,25%)
Componența confesională a satului Zebecke
     Romano-catolici (74,24%)
     Necunoscută (25,76%)
Conform recensământului din 2011, satul Zebecke avea 66 de locuitori. Din punct de vedere etnic, majoritatea locuitorilor (81,25%) erau maghiari, existând și minorități de romi (12,5%) și germani (6,25%).  Din punct de vedere confesional, majoritatea locuitorilor (74,24%) erau romano-catolici. Pentru 25,76% din locuitori nu este cunoscută apartenența confesională.